# Stephanskirchen
Stephanskirchen este o comună din landul Bavaria, Germania.